# Öngyógyszerezés

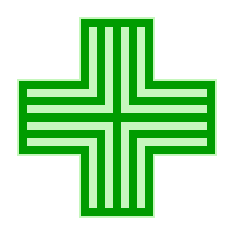

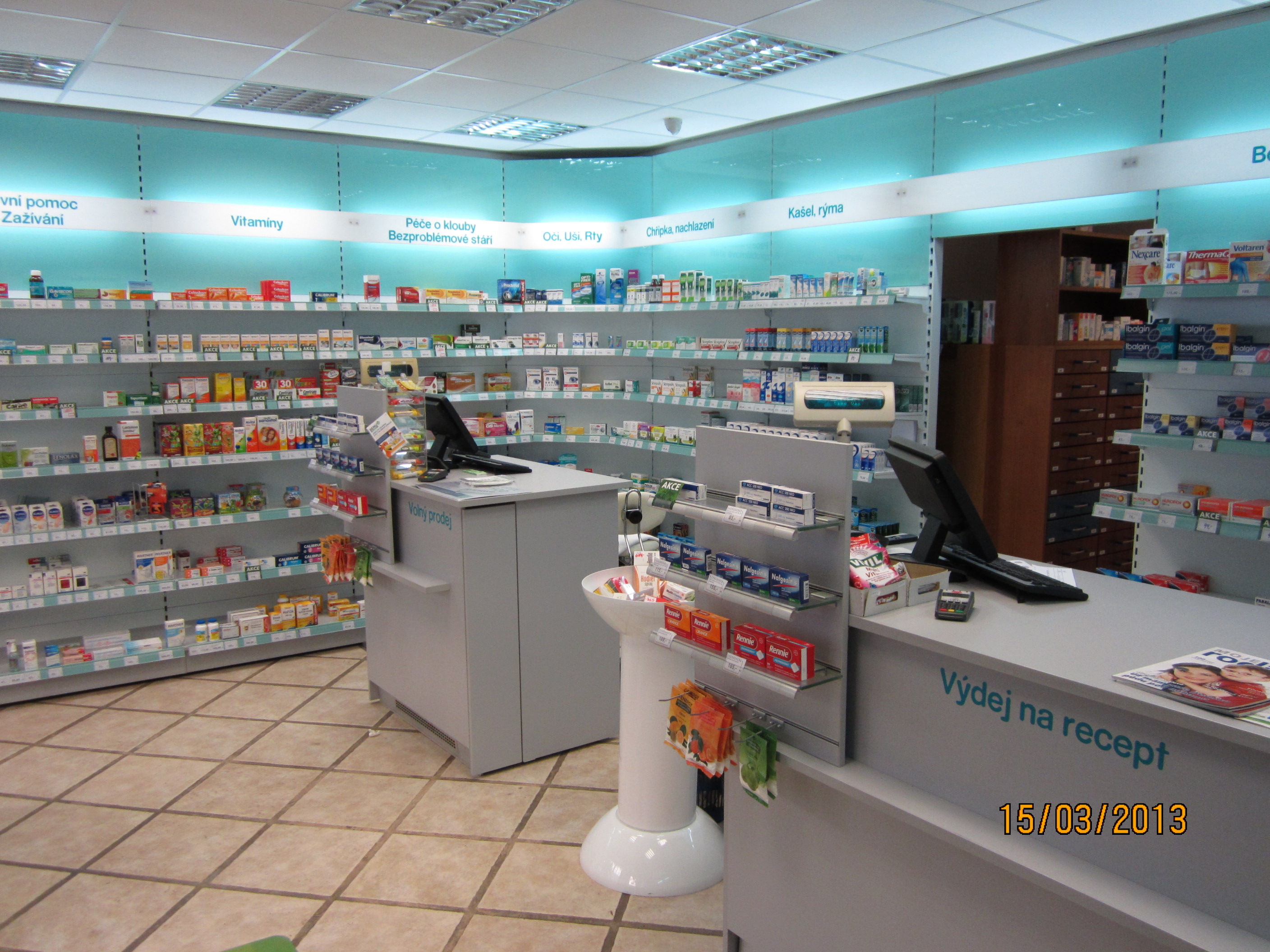
Vény nélkül kapható gyógyszerek (2013. március 15., Prága)

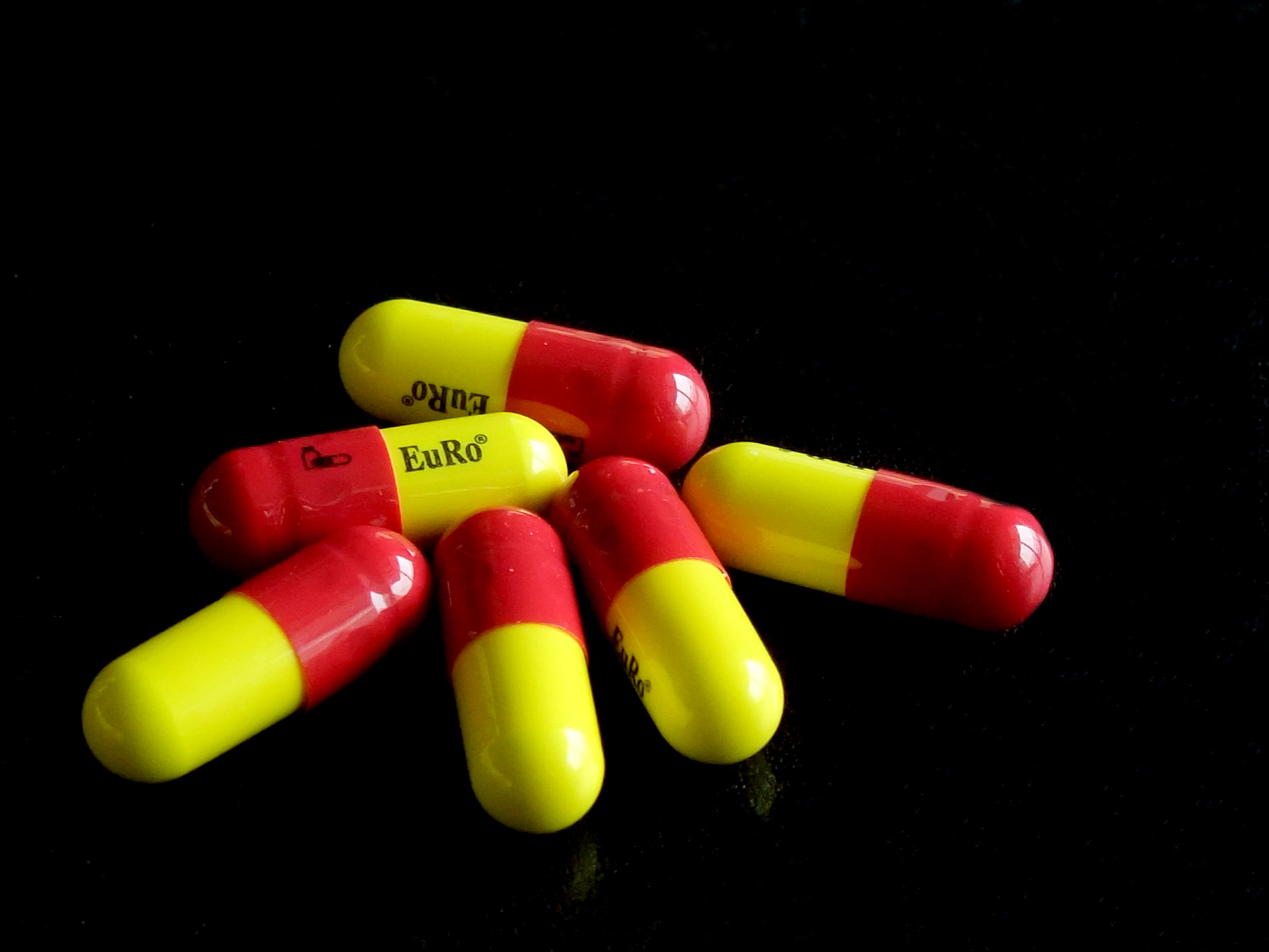
Ibuprofén kapszulák

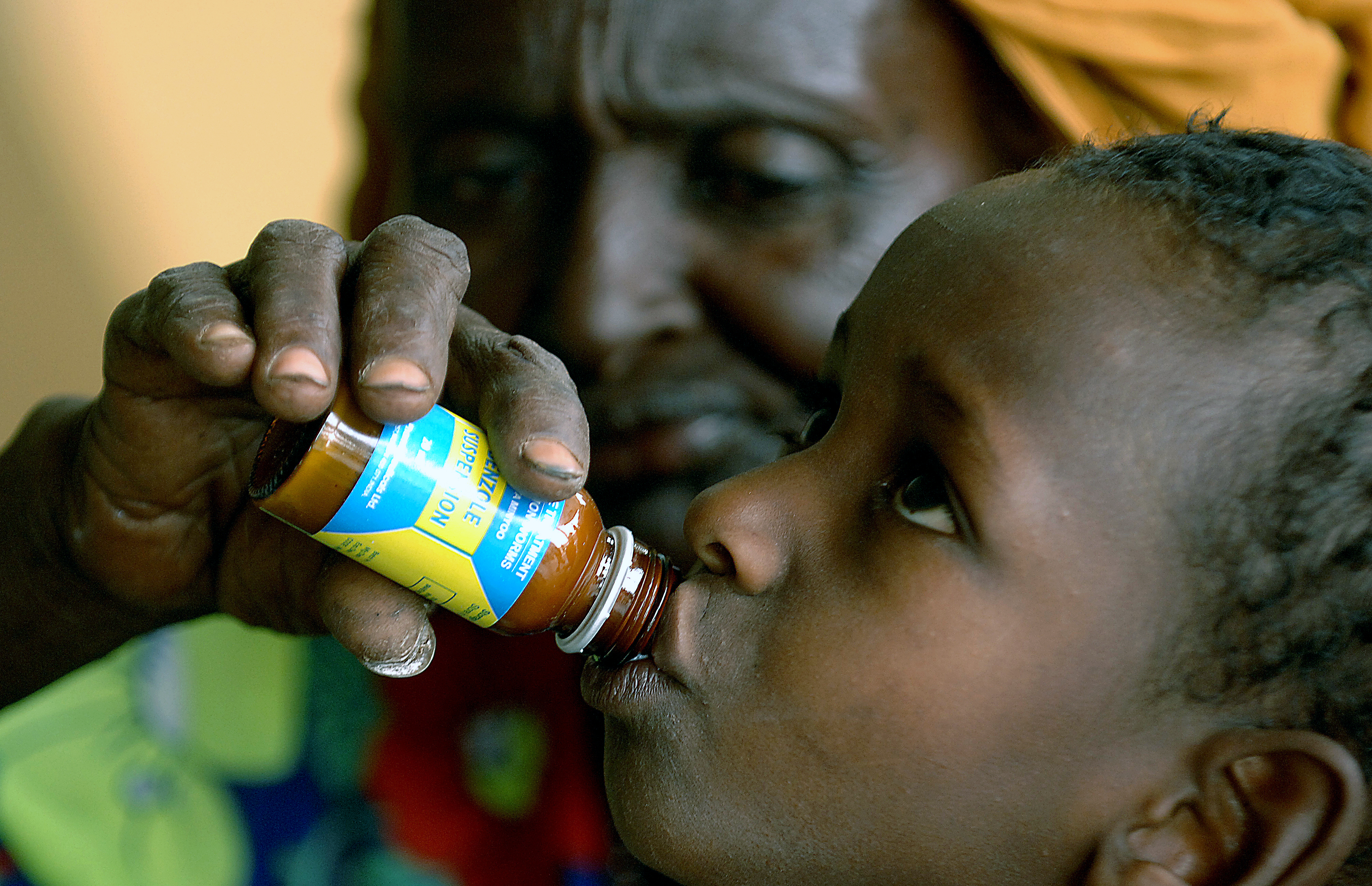
Édesanya bátorítja fiát, hogy igya meg a féreghajtó gyógyszert (2008. március 29. Afrika szarva)

Az öngyógyszerezés (angol: self-medication) vagy önkezelés a beteg tudatos döntése, amely során egészségügyi szakember felügyelete nélkül alkalmaz gyógyszereket vagy egyéb kezeléseket saját tünetei enyhítése vagy betegsége kezelése érdekében. Ez a gyakorlat a betegmagatartás egy formája, amely a tünetek szubjektív megítélésén alapszik, és amely során a betegek különböző gyógyszereket, gyógynövényeket vagy egyéb, egészségre ható szereket alkalmaznak szakemberi tanácsadás nélkül. Az öngyógyszerezés során az egyén olyan gyógyszert alkalmaz, amelyet nem orvos javasolt vagy írt fel receptre, hanem maga dönt a kezelésről saját betegségének vagy tüneteinek enyhítésére. A pszichológia az ilyen viselkedést sokszor az életstílusgyógyszerek és rekreációs vagy pszichoaktív szerek használatával, illetve az alkohollal és más önmegnyugtató magatartásformákkal hozza összefüggésbe. Az öngyógyszerezés gyakran a lelki tünetek enyhítését, a stressz, a szorongás, mentális betegségek vagy pszichológiai traumák kezelését célozza, amelyek egyénileg változó módon járulhatnak hozzá a fizikai és mentális egészség romlásához, különösen akkor, ha addiktív szerek használata kapcsolódik hozzá.
A megbízható és időszerű orvosi ellátáshoz való hozzáférés világszerte továbbra is sok helyen kihívást jelent. Emiatt egyre nagyobb hangsúly kerül arra, hogy a betegek képesek legyenek felismerni panaszaikat, és felelős döntéseket hozzanak a kezelésről a megfelelő gyógyszerek kiválasztásával és alkalmazásával. A modern társadalmakban az egészségtudatosság növekedése és az információhoz való könnyebb hozzáférés is befolyásolja az öngyógyszerezés gyakoriságát.

## Öngyógyszerezésről általában
Az öngyógyszerezést gyakran a személy önrendelkezésének és egészsége feletti kontrolljának egyik formájaként értelmezik, különösen abban az esetben, ha a gyógyszerhez való hozzáférés egyszerűbb. Az öngyógyszerezés leggyakoribb módja a nem receptköteles, úgynevezett vény nélkül kapható gyógyszerek, valamint étrend-kiegészítők, vitaminok, gyógynövények vagy egyéb, szabadon elérhető készítmények alkalmazása. A sikeres önkezelés egyik alapvető feltétele, hogy a beteg képes legyen felismerni a kockázatokat, megfelelően értékelni a tüneteket, valamint megfelelő döntést hozni a gyógyszeres kezelés vagy terápia kiválasztásáról.
A receptköteles gyógyszerek orvosi ellenőrzés nélküli szedése jelentős veszélyekkel járhat. A vény nélkül kapható gyógyszerek alkalmazása általában biztonságosabb, de ennek ellenére is fontos a körültekintő használat. Az öngyógyszerezés hatásfoka javulhat, illete kockázatai csökkenthetők ha a beteg kellő körültekintéssel jár el, például tájékozódik a gyógyszerrel kapcsolatos információkról (mire való, adagolás, ellenjavallatok, mellékhatások, interakciók, tárolás, szavatosság stb.), valamint figyelembe veszi a beteg értelmi és kooperációs képességét.
Az öngyógyszerezés általános előnyei:
- időmegtakarítás, a gyorsabb ellátás lehetősége
- csökkenthető a kórházi fertőzések (nosocomialis infekciók) kockázata
- növelheti a beteg egészségtudatosságát, önállóságát és felelősségérzetét
- költséghatékonyabb lehet bizonyos esetekben, például enyhe, egyszerű tüneteknél
- tehermentesítheti az egészségügyi rendszert

Az öngyógyszerezés lehetséges hátrányai, kockázatai:
- gyógyszermellékhatások (pl. máj- vagy vesekárosodás: paracetamol, antibiotikumok, nem-szteroid gyulladáscsökkentők)
- gyógyszerkölcsönhatások fokozott kockázata, különösen többféle gyógyszer egyidejű szedése esetén
- helytelen öndiagnózis miatt a gyógyulás elmaradhat, a betegség súlyosbodhat, vagy elhúzódhat
- adagolási hibák következtében toxikus gyógyszerszint alakulhat ki, vagy túl alacsony dózis esetén hatástalanná válhat a kezelés
- bizonyos betegségek vagy tünetek elfedése miatt késhet a szükséges orvosi ellátás